# Produktsummenmatrix
In der Statistik bezeichnet man als Produktsummenmatrix oder auch Momentenmatrix eine symmetrische Matrix, die sich aus dem Produkt der Datenmatrix mit ihrer Transponierten ergibt. Die Inverse der Produktsummenmatrix spielt bei der Berechnung des Kleinste-Quadrate-Schätzers und bei der Berechnung von Projektionsmatrizen eine große Rolle. Die Produktsummenmatrix misst die in den Regressoren enthaltene Information.

## Definition
Die Produktsummenmatrix ist wie folgt definiert:
{\displaystyle \mathbf {X} ^{\top }\mathbf {X} ={\begin{pmatrix}\sum x_{t1}^{2}&\sum x_{t1}x_{t2}&\sum x_{t1}x_{t3}&\cdots &\sum x_{t1}x_{tK}\\\sum x_{t2}x_{t1}&\sum x_{t2}^{2}&\sum x_{t2}x_{t3}&\cdots &\sum x_{t2}x_{tK}\\\sum x_{t3}x_{t1}&\sum x_{t3}x_{t2}&\sum x_{t3}^{2}&\cdots &\sum x_{t3}x_{tK}\\\vdots &\vdots &\vdots &\ddots &\vdots \\\sum x_{tK}x_{t1}&\sum x_{tK}x_{t2}&\sum x_{tK}x_{t3}&\cdots &\sum x_{tK}^{2}\end{pmatrix}}=\sum \mathbf {x} _{i}\mathbf {x} _{i}^{\top }},
wobei {\displaystyle \mathbf {X} } die Datenmatrix
{\displaystyle \mathbf {X} ={\begin{pmatrix}x_{11}&x_{12}&\cdots &x_{1k}&\cdots &x_{1K}\\x_{21}&x_{22}&\cdots &x_{2k}&\cdots &x_{2K}\\\vdots &\vdots &\ddots &\vdots &\ddots &\vdots \\x_{t1}&x_{t2}&\cdots &x_{tk}&\cdots &x_{tK}\\\vdots &\vdots &\ddots &\vdots &\ddots &\vdots \\x_{T1}&x_{T2}&\cdots &x_{Tk}&\cdots &x_{TK}\end{pmatrix}}}
darstellt.

## Verwendung beim Kleinste-Quadrate-Schätzer
Der Kleinste-Quadrate-Schätzer ergibt sich als Produkt der inversen Produktsummenmatrix mit dem Produkt von {\displaystyle \mathbf {X} ^{\top }} mit dem Vektor der endogenen Variablen:
{\displaystyle \mathbf {b} ={\begin{pmatrix}b_{1}\\b_{2}\\b_{3}\\\vdots \\b_{K}\end{pmatrix}}={\begin{pmatrix}\sum x_{t1}^{2}&\sum x_{t1}x_{t2}&\sum x_{t1}x_{t3}&\cdots &\sum x_{x1}x_{tK}\\\sum x_{t2}x_{t1}&\sum x_{t2}^{2}&\sum x_{t2}x_{t3}&\cdots &\sum x_{t2}x_{tK}\\\sum x_{t3}x_{t1}&\sum x_{t3}x_{t2}&\sum x_{t3}^{2}&\cdots &\sum x_{t3}x_{tK}\\\vdots &\vdots &\vdots &\ddots &\vdots \\\sum x_{tK}x_{t1}&\sum x_{tK}x_{t2}&\sum x_{tK}x_{t3}&\cdots &\sum x_{tK}^{2}\end{pmatrix}}^{-1}\cdot {\begin{pmatrix}\sum x_{t1}y_{t}\\\sum x_{t2}y_{t}\\\sum x_{t3}y_{t}\\\vdots \\\sum x_{tK}y_{t}\end{pmatrix}}=(\mathbf {X} ^{\top }\mathbf {X} )^{-1}\mathbf {X} ^{\top }\mathbf {y} }.
Der Vektor der endogenen Variablen entspricht
{\displaystyle \mathbf {y} ={\begin{pmatrix}y_{1}\\y_{2}\\\vdots \\y_{t}\\\vdots \\y_{T}\end{pmatrix}}}.

## Asymptotische Resultate
Die über n Summanden gemittelte Produktsummenmatrix konvergiert zu einer positiv definiten Matrix {\displaystyle \mathbf {V} },
{\displaystyle \lim _{n\to \infty }{\frac {\mathbf {X} _{n}^{\top }\mathbf {X} _{n}}{n}}=\mathbf {V} },
die bei der Bestimmung der asymptotischen Eigenschaften des KQ-Schätzers eine wichtige Rolle spielt.